# Tsuru
Tsuru (都留市, Tsuru-shi) és una ciutat de la prefectura de Yamanashi, al Japó.
L'any 2015 tenia una població estimada de 31.781 habitants i una densitat de població de 196 habitants per km². L'àrea total és de 161.63 km.²

## Geografia
Tsuru està situada al sud-est de la prefectura de Yamanashi, a les muntanyes de la falda del mont Fuji.

## Municipalitats veïnes
- Prefectura de Yamanashi
  - Fujiyoshida
  - Ōtsuki
  - Uenohara
  - Districte de Minamitsuru

## Història
L'àrea dels voltants de Tsuru ha estat habitada de forma contínua des del període paleolític japonès, i nombrosos artefactes del període Jōmon i del període Kofun han estat trobats dins dels seus límits. L'àrea formà part de l'antic Comtat de Tsuru de la província de Kai des del període Nara. Durant el període Sengoku, l'àrea fou controlada pel clan Takeda. Durant el període Edo, tota la província de Kai esdevingué territori tenryō sota el control directe del shogunat Tokugawa. Durant la restauració Meiji de l'1 d'abril de 1889, la vila de Tani fou creada dins del districte de Minamitsuru. Tani obtingué l'estatus de poble el 7 de març de 1896. El 29 d'abril de 1954, Tani va fusionar-se amb viles veïnes per formar la ciutat de Tsuru.

## Gent nascuda a Tsuru
Kazuo Dan - novel·lista
Jinpachi Ezu - actor
Yasuyo Yamazaki - coronel al càrrec de les forces IJA durant la batalla d'Attu 

## Agermanament
- - Hendersonville, Tennessee, EUA[3]